# David Cross
Pour les articles homonymes, voir David Cross (homonymie) et Cross.
David Cross est un acteur, producteur, réalisateur et scénariste américain, né le 4 avril 1964 à Atlanta, en Géorgie.

## Biographie
Il est marié avec l'actrice Amber Tamblyn.

### Engagement
Il soutient Bernie Sanders lors des primaires démocrates de 2020.

## Filmographie

### Comme acteur
- 1994 : Amelia Earhart, le dernier vol (Amelia Earhart: The Final Flight) (TV) : Reporter at Dock 2
- 1995 : The TV Wheel (TV) : Various
- 1995 : A Bucket of Blood (TV) : Charlie
- 1995 : Destiny Turns on the Radio : Ralph Dellaposa
- 1996 : Mr. Show with Bob and David: Fantastic Newness (TV) : David / Various Characters
- 1996 : Entre chiens et chats (The Truth About Cats & Dogs) : Male Radio Caller / Bookstore Man
- 1996 : Disjoncté (The Cable Guy) de Ben Stiller : Sales Manager
- 1996 : Waiting for Guffman : UFO Expert
- 1997 : Who's the Caboose? : Jaded Guy
- 1997 : Men in Black : Newton the Morgue Attendant
- 1998 : Mr. Show and the Incredible, Fantastical News Report (TV) : Various Characters
- 1998 : The Thin Pink Line : Tommy Dantsbury
- 1998 : Small Soldiers : Irwin Wayfair
- 1999 : Can't Stop Dancing : Chapman
- 2000 : Chain of Fools : Andy
- 2001 : Ain't It Cool News (série télévisée) : Pizza eater at Geek Headquarters round table discussion
- 2001 : One Day... : The Turd
- 2001 : Ghost World : Gerrold, the Pushy Guy - Record Collector
- 2001 : Dr Dolittle 2 : Dog / Animal Groupie #2 (voix)
- 2001 : Pootie Tang : Pootie tang imposter
- 2001 : Scary Movie 2 : Dwight Hartman
- 2002 : Run Ronnie Run (en) de Troy Miller : Ronnie Dobbs / Pootie T / Chow Chow
- 2002 : Chewing-Gum et Cornemuse (Life Without Dick) : Rex
- 2002 : Martin & Orloff : Dan Wassermann
- 2002 : Men in Black II : Newton
- 2003 : David Cross: Let America Laugh (vidéo)
- 2003 : Melvin Goes to Dinner : Seminar Leader
- 2003 : Oliver Beene (série télévisée) : Narrator (voix)
- 2003-2006 : Arrested Development : Dr Tobias Fünke
- 2003 : Tom Goes to the Mayor Returns : David (voix)
- 2004 : Eternal Sunshine of the Spotless Mind : Rob
- 2004 : Pilot Season (feuilleton TV) : Ben
- 2006 : Georges le petit curieux (Curious George) : Junior Bloomsberry (voix)
- 2006 : She's the Man d'Andy Fickman : Principal Gold
- 2007 : I'm Not There : Allen Ginsberg
- 2007 : Alvin et les Chipmunks : Ian Hawke
- 2007 : Very Bad Strip, la cave se rebiffe ! (The Grand) : Larry Schwartzman
- 2008 : Futurama : Le Monstre au milliard de tentacules : YiVo
- 2008 : Demoted : Le méchant patron
- 2008 : Kung Fu Panda : Maître Grue (voix)
- 2009 : Alvin et les Chipmunks 2 : Ian Hawke
- 2009 : L'An 1 : Des débuts difficiles (Year One) : Caïn
- 2010 : Megamind : Nounou (voix)
- 2010 : Kung Fu Panda : Bonnes fêtes (Kung Fu Panda Holiday) de Tim Johnson : Maître Grue (voix)
- 2010-2012 : The Increasingly Poor Decisions of Todd Margaret : Todd Margaret (12 épisodes)
- 2011 : Kung Fu Panda 2 : Maître Grue (voix)
- 2011 : Soul Quest Overdrive : Bert
- 2011 : Archer : Noah (3 épisodes)
- 2011-2012 : Modern Family : Duane Bailey (3 épisodes)
- 2011 : Alvin et les Chipmunks 3 : Ian Hawke
- 2012 : Mary Shelley's Frankenhole : Josh et Jim Belushi (1 épisode)
- 2013 : Kill Your Darlings de John Krokidas : Louis Ginsberg
- 2013 : Arrested Development : Dr. Tobias Fünke
- 2014 : Community : Hank Hickey (1 épisode)
- 2015 : Pitch Perfect 2 : L’hôte du Riff-Off
- 2016 : Unbreakable Kimmy Schmidt : Russ Snyder
- 2016 : Kung Fu Panda 3 : Maître Grue (voix)
- 2017 : Pentagon Papers (The Post) de Steven Spielberg : Philip L. Geyelin
- 2018 : Sorry to Bother You de Boots Riley :
- 2020 : The Dark Divide (en) : Robert Michael Pyle
- 2021 : Un Noël en 8 bits : Dealer
- 2023 : You Hurt My Feelings (en) : Jonathan
- 2024 : Umbrella Academy (Saison 4) : Sy Grossman (4 episodes)

### Comme scénariste
- 1996 : Mr. Show with Bob and David: Fantastic Newness (TV)
- 1998 : Mr. Show and the Incredible, Fantastical News Report (TV)
- 1999 : David Cross: The Pride Is Back (TV)
- 2002 : Run Ronnie Run (en)
- 2003 : Tenacious D: The Complete Masterworks (vidéo)

### Comme producteur
- 1995 : Mr. Show with Bob and David (série TV)
- 1996 : Mr. Show with Bob and David: Fantastic Newness (TV)
- 1998 : Mr. Show and the Incredible, Fantastical News Report (TV)
- 1999 : Tenacious D (série TV)

### Comme réalisateur
- 2003 : David Cross: Let America Laugh (vidéo)

## Jeux vidéo
- 2004 : Grand Theft Auto: San Andreas : la voix de Zero

## Voix francophones
En version française, David Cross est dans un premier temps doublé par Gilbert Lévy dans Men in Black, Patrice Dozier dans Voilà !, Jérôme Pauwels dans Scary Movie 2 et Olivier Jankovic dans Men in Black 2. 
Depuis 2003, Gérard Darier est la voix la plus régulière de l'acteur, le doublant dans Arrested Dévelopment, She's the Man, L'An 1 : Des débuts difficiles et Kill Your Darlings. Parallèlement, l'acteur est doublé par Marc Perez dans la saga Alvin et les Chipmunks et à deux reprises par Yann Guillemot dans Goliath et Station Eleven. 
À titre exceptionnel, il est doublé par Jean-François Lescurat dans Modern Family, Olivier Podesta dans Pitch Perfect 2, Christophe Lemoine dans Pentagon Papers et Jean-François Kopf dans Unbreakable Kimmy Schmidt.